# The Game Awards 2018
Les Games Awards 2018 sont l'édition des Game Awards qui se tient le 6 décembre 2018 et qui distingue des jeux vidéo sortis dans l'année 2018. La cérémonie est présentée par Geoff Keighley au Microsoft Theater. L’événement est retransmis en direct sur internet et a attiré plus de 26 millions de viewers.

## Nominations
Le 13 novembre 2018 sont annoncées les nominations. God of War et Red Dead Redemption II sont favoris avec 8 nominations, suivi de Marvel's Spider-Man avec 7.

## Présentation de jeux
Comme tous les ans, plusieurs jeux et mises à jour ont été annoncées : Among Trees, Ancestors : The Humankind Odyssey, Anthem, Dauntless, Dead by Daylight, Devil May Cry 5, Fortnite, Forza Horizon 4, Magic: The Gathering Arena, PlayerUnknown's Battlegrounds, Psychonauts 2, Rage 2 et The Stanley Parable. Nintendo annonce aussi l'arrivée de Joker, issu de Persona 5, dans Super Smash Bros Ultimate.

## Palmarès
Sauf indications contraires, toutes les informations proviennent du site officiel des Game Awards et de PCGamer
| Meilleur jeu | Meilleure réalisation |
| --- | --- |
| - God of War - SIE Santa Monica Studio/Sony Interactive Entertainment - Assassin's Creed Odyssey - Ubisoft - Celeste - Matt Makes Games - Marvel's Spider-man - Insomniac Games/Sony Interactive Entertainment - Monster Hunter: World - Capcom - Red Dead Redemption 2 - Rockstar Games       | - God of War - SIE Santa Monica Studio/Sony Interactive Entertainment - Red Dead Redemption 2 - Rockstar Games - Marvel's Spider-man - Insomniac Games/Sony Interactive Entertainment - Detroit: Become Human - Quantic Dream/Sony Interactive Entertainment - A Way Out - Hazelight Studios/Electronics Arts                                     |
| Meilleur jeu en évolution | Meilleure narration |
| - Fortnite - Epic Games - No Man's Sky - Hello Games - Destiny 2: Forsaken - Bungie - Overwatch - Blizzard - Tom Clancy's Rainbow Six Siege - Ubisoft | - Red Dead Redemption 2 - Rockstars Games - Detroit: Become Human - Quantic Dream/Sony Interactive Entertainment - Marvel's Spider-man - Insomniac Games/Sony Interactive Entertainment - God of War - SIE Santa Monica Studio/Sony Interactive Entertainment - Life is Strange 2 : Episode 1 - Dontnod Entertainment/Square Enix                 |
| Meilleure direction artistique | Meilleure musique |
| - Return of the Obra Dinn - 3909 LLC - God of War - SIE Santa Monica Studio/Sony Interactive Entertainment - Assassin's Creed Odyssey - Ubisoft - Red Dead Redemption 2 - Rockstar Games - Octopath Traveler - Square Enix/Acquire/Nintendo                                                    | - Red Dead Redemption 2 - Rockstar Games - God of War - SIE Santa Monica Studio/Sony Interactive Entertainment - Octopath Traveler - Square Enix/Acquire/Nintendo - Celeste - Matt Makes Games - Marvel's Spider-man - Insomniac Games/Sony Interactive Entertainment - Ni no kuni II : L'Avènement d'un nouveau royaume - Joe Hisaishi           |
| Meilleur design audio | Meilleure performance d'acteur |
| - Red Dead Redemption 2 - Rockstar Games - Marvel's Spider-man - Insomniac Games/Sony Interactive Entertainment - God of War - SIE Santa Monica Studio/Sony Interactive Entertainment - Call of Duty: Black Ops 4 - Treyarch - Forza Horizon 4 - Playground Games                              | - Red Dead Redemption 2 - Roger Clark pour Arthur Morgan - Detroit: Become Human - Bryan Dechart pour Connor - God of War - Christopher Judge pour Kratos - Assassin's Creed Odyssey - Melissanthi Mahut pour Kassandra - Marvel's Spider-man - Yuri Lowenthal as Spider-Man                                                                      |
| Meilleur jeu à message positif (Games for Impact) | Meilleur jeu indépendant |
| - Celeste - Matt Makes Games - 11-11 Memories Retold - DigixArt/Aardman Animations/Bandai Namco Entertainment - Florence - Mountains - Life is Strange 2 : Episode 1 - Dontnod Entertainment/Square Enix - The Missing: J.J. Macfield and the Island of Memories - White Owls/Arc System Works | - Celeste - Matt Makes Games - Return of the Obra Dinn - 3909 LLC - Dead Cells - Motion Twins - Into the breach - Subset Games - The Messenger - Sabotage/Devolver Digital |
| Meilleur jeu mobile | Meilleur jeu VR/AR |
| - Florence - Mountains - Donut County - Ben Esposito/Annapurna Interactive - Fortnite - Epic Games - PUBG Mobile - Lightspeed & Quantum/Tencent Games - Reigns: Game of Thrones - Nerial/Devolver Digital                                                                                      | - Astro Bot Rescue Mission - SIE Japan Studio/Sony Interactive Entertainment - Beat Saber - Beat Games - Firewall: Zero Hour - First Contact Entertainment/Sony Interactive Entertainment - Moss - Polyarc Games - Tetris Effect - Resonair/Enhance, Inc.                                                                                         |
| Meilleur jeu d'action | Meilleur jeu d'action/aventure |
| - Dead Cells - Motion Twins - Call of Duty: Black Ops 4 - Treyarch - Destiny 2: Forsaken - Bungie - Far Cry 5 - Ubisoft - Mega Man 11 - Capcom | - God of War - SIE Santa Monica Studio/Sony Interactive Entertainment - Assassin's Creed Odyssey - Ubisoft - Red Dead Redemption 2 - Rockstar Games - Marvel's Spider-man - Insomniac Games/Sony Interactive Entertainment - Shadow of the Tomb Raider - Eidos Montréal/Square Enix                                                               |
| Meilleur RPG | Meilleur jeu de combat |
| - Monster Hunter: World - Capcom - Ni no kuni II : L'Avènement d'un nouveau royaume - Joe Hisaishi - Octopath Traveler - Square Enix/Acquire/Nintendo - Dragon Quest XI - Square Enix - Pillars of Eternity II: Deadfire - Obsidian Entertainment                                              | - Dragon Ball FighterZ - Arc System Works/Bandai Namco Entertainment - BlazBlue: Cross Tag Battle - Arc System Works - Soulcalibur VI - Bandai Namco Entertainment - Street Fighter V: Arcade Edition - Capcom |
| Meilleur jeu pour la famille | Meilleur jeu de stratégie |
| - Overcooked 2 - Ghost Town Games/Team17 - Mario Tennis Aces - Camelot Software Planning/Nintendo - Nintendo Labo - Nintendo - Starlink: Battle for Atlas - Ubisoft - Super Mario Party - NDcube/Nintendo                                                                                      | - Into the breach - Subset Games - The Banner Saga 3 - Stoic Studio/Versus Evil - BattleTech - Harebrained Schemes/Paradox Interactive - Frostpunk - 11 bit studios - Valkyria Chronicle 4 - Sega |
| Meilleur jeu de sport/course | Meilleur jeu multijoueur |
| - Forza Horizon 4 - Playground Games/Microsoft Studios - NBA 2K19 - Visual Concepts/2K Sports - Pro Evolution Soccer 2019 - PES Productions/Konami - Mario Tennis Aces - Camelot Software Planning/Nintendo - FIFA 19 - EA Sports                                                              | - Fortnite - Epic Games - Call of Duty: Black Ops 4 - Treyarch - Destiny 2: Forsaken - Bungie - Monster Hunter: World - Capcom - Sea of Thieves - Rare/Microsoft Studios |
| Meilleur premier jeu indépendant | Meilleur jeu étudiant |
| - The Messenger - Sabotage/Devolver Digital - Florence - Mountains - Donut County - Ben Esposito/Annapurna Interactive - Moss - Polyarc Games - Yoku's Island Express - Villa Gorilla | - Combat 2018 - Université de sciences appliquées de Norvège - Dash Quasar - UC Santa Cruz - JERA - DigiPen Bilbao, Espagne - LIFF - ISART Digital - RE: Charge - MIT |
| Meilleur jeu E-Sport | Meilleur joueur E-Sport |
| - Overwatch - Blizzard Entertainment - Counter-Strike : Global Offensive - Valve - Dota 2 - Valve - Fortnite - Epic Games - League of Legend - Riot Games | - Dominique « SonicFox » McLean - Echo Fox - Hajime « Tokido » Taniguchi - Echo Fox - Jian « Uzi » Zi-Hao - Royal Never Give Up - Oleksandr « s1mple » Kostyliev - Natus Vincere - Sung-hygeon « JJoNak » Bang - New York Excelsior |
| Meilleure équipe E-sport | Créateur de contenu de l'année |
| - Cloud9 - Astralis - Fnatic - London Spitfire - OG | - Ninja - Dr. Lupo - Pokimane - Willyrex |
| Meilleure coach E-sport | Meilleur événement E-sport |
| - Bok « Reapered » Han-gyu - Cloud9 - Danny « zonic » Sorensen - Astralis - Dylan Falco - Fnatic - Christian « ppasarel » Banaseanu - OG - Jakob « YamatoCannon » Mebdi - Team Vitality - Janko « YNk » Paunovic - MiBR                                                                        | - Championnat du monde 2018 de League of Legend - Grande finale de l'Overwatch League 2018 - EVO 2018 - ELEAGUE Major: Boston 2018 - The International 2018 |
| Meilleur commentateur E-sportif | Meilleur moment d'esport |
| - Eefje « Sjokz » Depoortere - Alex « Goldenboy » Mendez - Alex « Machine » Richardson - Anders Blume - Paul « Redeye » Chaloner | - Le comeback de Cloud9 contre Faze (ELEAGUE Major: Boston 2018) - G2 qui bat RNG (Championnat du monde de League of Legends) - Base race pendant le match KT contre IG (Championnat du monde de League of Legends) - L'énorme comback de OG contre LGD (The International 2018) - SonicFox et Go1 qui échange leurs place en mi-temps (EVO 2018) |

### Nominations/Prix multiples
| Nombres de nominations | Nombres de prix | Jeux                                             |
| ---------------------- | --------------- | ------------------------------------------------ |
| 8                      | 4/8             | Red Dead Redemption 2                            |
| 8                      | 3/8             | God of War                                       |
| 7                      | 0/7             | Marvel's Spider-man                              |
| 4                      | 2/4             | Celeste                                          |
| 4                      | 2/4             | Fortnite                                         |
| 4                      | 0/4             | Assassin's Creed Odyssey                         |
| 3                      | 1/3             | Florence                                         |
| 3                      | 1/3             | Monster Hunter: World                            |
| 3                      | 0/3             | Call of Duty: Black Ops 4                        |
| 3                      | 0/3             | Destiny 2: Forsaken                              |
| 3                      | 0/3             | Detroit: Become Human                            |
| 3                      | 0/3             | Octopath Traveler                                |
| 2                      | 1/2             | Dead Cells                                       |
| 2                      | 1/2             | Forza Horizon 4                                  |
| 2                      | 1/2             | Into the breach                                  |
| 2                      | 1/2             | Overwatch                                        |
| 2                      | 1/2             | Return of the Obra Dinn                          |
| 2                      | 1/2             | The Messenger                                    |
| 2                      | 0/2             | Donut County                                     |
| 2                      | 0/2             | Life is Strange 2 : Episode 1                    |
| 2                      | 0/2             | Mario Tennis Aces                                |
| 2                      | 0/2             | Moss                                             |
| 2                      | 0/2             | Ni no kuni II : L'Avènement d'un nouveau royaume |